# Rehimena cissophora
Rehimena cissophora là một loài bướm đêm trong họ Crambidae.